# Niko Galešić
Niko Galešić, né le 26 mars 2001 à Berlin en Allemagne, est un footballeur croate qui évolue au poste de défenseur central au Dinamo Zagreb.

## Biographie

### En club
Né à Berlin en Allemagne, Niko Galešić commence le football à l'âge de cinq ans et est formé par le Hertha Berlin pendant six ans avant de rejoindre la Croatie et le club du HNK Rijeka en 2019, où il termine sa formation.
Il joue son premier match en professionnel le 25 juillet 2020, lors d'une rencontre de championnat face au NK Istra 1961. Il entre en jeu à la place de Darko Velkovski et son équipe s'impose par quatre buts à deux.
Galešić se fait remarquer le 28 février 2024 en marquant un but sur un coup franc lointain lors des quarts de finale de la coupe de Croatie face au NK Rudeš. Il permet ainsi à son équipe de s'imposer (0-1 score final) et de se qualifier pour les demi-finale,.

### En sélection
Niko Galešić représente la Croatie en sélection, il commence avec les moins de 19 ans, jouant un match le 20 février 2020 face à l'Autriche où il est titularisé (1-1 score final).

## Vie privée
Niko Galešić est le fils de Ante Galešić, un ancien joueur du SD Croatia Berlin (en) qui devient ensuite entraîneur, officiant notamment dans les équipes de jeunes du FC Hertha 03 Zehlendorf.